# Taboth
Taboth est une localité du sud est de la Côte d'Ivoire et appartenant au département de Jacqueville, dans la Région des Lagunes. La localité de Taboth est un chef-lieu de commune.